# Tartu maantee
La route de Tartu (estonien : Tartu maantee ou Tartu mnt) est une rue du nord de Tallinn en Estonie.

## Présentation
La longueur de la rue Tartu maantee est de 4,9 km. 
La rue de Tartu part de la rue Ants Laikmaa tänav dans le quartier de Kompassi au centre-ville. 
La rue Tartu maantee commence comme une zone piétonne à partir de la rue Ants Laikmaa tänav. 
À l'intersection avec la rue Kivisilla tänav, elle devient une voie à sens unique et forme la frontière entre les quartiers Kompassi et Maakri. 
Après avoir croisé la rue Pronksi, elle devient une rue à double sens.
À Mõigu, la route croise le canal Vaskjala–Ülemiste
La route de Tartu atteint la frontière sud-est de Tallinn sans jamais quitter Kesklinn.
Aux limites de la ville, la route Mõigu tee venant du sud rejoint la rue Tartu maantee.
Entre son intersection avec la rue Pronksi et la frontière de la ville, la rue passe sur la route Tallinn-Tartu-Võru-Luhamaa.

## Lieux et monuments de la rue
| #   | Image | Réf.                              |
| --- | ----- | --------------------------------- |
| 2   |       | City Plaza Tallinn                |
| 13  |       | Kompassi maja                     |
| 16a |       | Église de l'hospice de Saint Jean |
| 18  |       | Siège de Bigbank                  |
| 23  |       | Lycée pour adultes de Tallinn     |
| 25  |       | Novira Plaza                      |
| 26  |       | Bâtiment de l'étoile soviétique   |
| 28  |       | Bâtiment soviétique               |
| 43  |       | Scala City                        |
| 73  |       | Sauna                             |
| 76  |       | Brasserie Liviko                  |
| 80  |       | Fahle Park                        |
| 84  |       | Fahle maja                        |
| 101 |       | Aéroport international de Tallinn |